# اسرتنکا (شهرستان موسکوا)
اسرتنکا (به لاتین: Sretenka) یک منطقهٔ مسکونی در قرقیزستان است که در شهرستان مسکوفسکی، قرقیزستان واقع شده‌است. اسرتنکا ۳٬۶۸۳ نفر جمعیت دارد و ۶۲۹ متر بالاتر از سطح دریا واقع شده‌است.